# Nuncia elongata
Nuncia elongata är en spindeldjursart som beskrevs av Forster 1954. Nuncia elongata ingår i släktet Nuncia och familjen Triaenonychidae. Inga underarter finns listade i Catalogue of Life.